# Cais do Sodré
O Cais do Sodré (Portugal) é uma secção da frente portuária de Lisboa, entre o Cais da Marinha e o Cais do Gás (tendo recentemente a designação englobado este último, tal como já englobara o Cais das Pombas). Por este nome designa-se habitualmente também um conjunto de arruamentos e logradouros contíguos na Lisboa ribeirinha central, do Largo do Corpo Santo até à Praça de São Paulo, e para sul até ao rio, nomeadamente: 
- Praça Duque da Terceira (Lisboa)[3]
- Praça Europa (Lisboa)[4]
- Cais do Sodré (arruamento)
- Jardim Roque Gameiro[5]
- Rua Nova do Carvalho (Rua cor de Rosa) [6]

## História

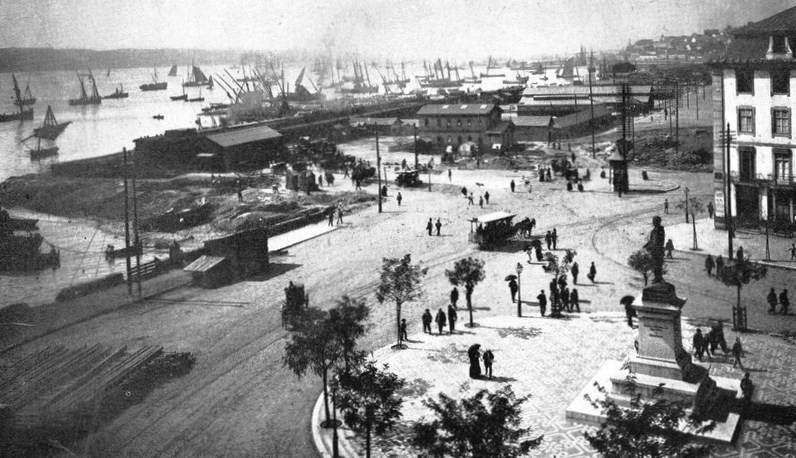
Gare original do Cais Sodré, finais do século XIX.

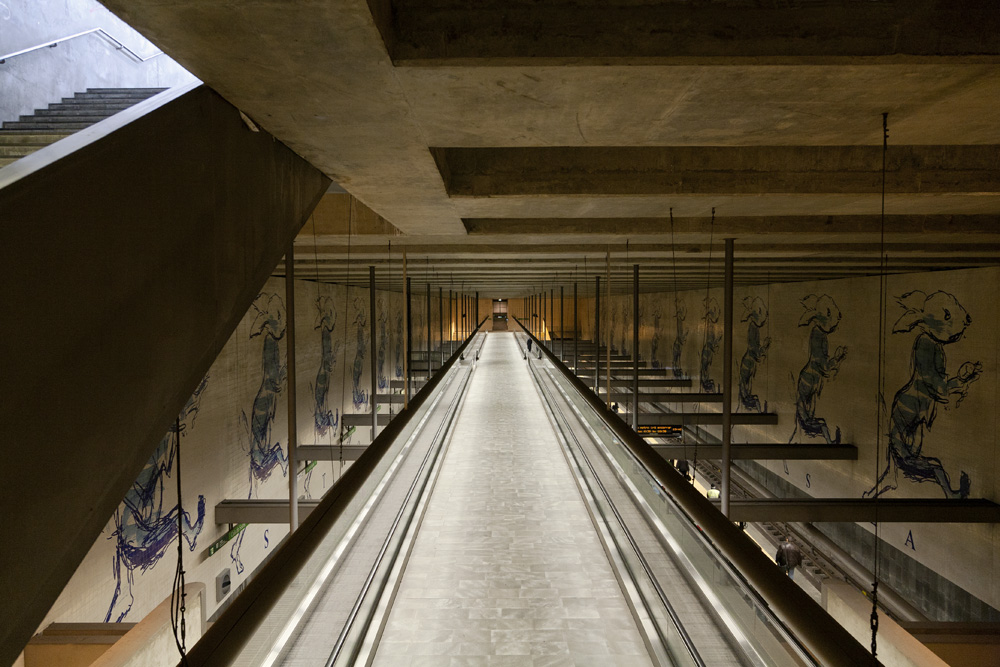
Estação do Metro do Cais Sodré, dos arquitectos Pedro Botelho e Nuno Teotónio Pereira.

A parte mais antiga do atual Cais do Sodré, a norte, era conhecida no início do século XIX, como Bairro dos Remolares.
A partir de 1855, são feitas várias obras que tornam este local, até então insalubre, numa referência da cidade de Lisboa da época. Foram construídos armazéns para albergar os produtos vindos de pequenas embarcações. Os marinheiros e outros homens ligados à pesca começaram a residir no bairro, em conjunto com empresários ligados à industria da importação e da exportação de produtos, que beneficiavam da proximidade do porto e ligações comerciais internacionais.
Com a vinda destes grupos, o Cais do Sodré era já no final do século XIX “uma referência social da época”. Era palco para intelectuais, burgueses, dândis, artistas e indivíduos da classe alta, em especial no Hotel Central, descrito por Eça de Queirós na sua obra Os Maias.
Em Maio de 1968, o assassino do activista norte-americano Martin Luther King passeava-se pela Rua Nova do Carvalho, apaixonando-se por uma trabalhadora a quem posteriormente escreveu uma carta.
Em 2024 é um bairro histórico e vibrante, tornando-se um dos lugares mais animados e movimentados da cidade de Lisboa. É famoso pela vida noturna, especialmente na Rua Cor de Rosa (Rua Nova do Carvalho), existindo várias opções de entretenimento, desde bares, restaurantes e casas noturnas.

## Equipamentos
Este topónimo também se aplica a equipamentos de transporte aqui situados, tais como:
- Estação Ferroviária do Cais do Sodré (Linha de Cascais) [12]
- Estação de Metro do Cais do Sodré (Metropolitano de Lisboa) [13]
- Terminal Fluvial do Cais do Sodré (Transtejo) [14][15]

## Obras epónimas
Este local serviu também de inspiração para obras epónimas:
- Cais do Sodré, fado de Rodrigo[16]
- Cais-do-Sodré té Salamansa, livro de Orlanda Amarílis[17][18]